# Epictia goudotii
Epictia goudotii — вид змій родини струнких сліпунів (Leptotyphlopidae). Мешкає в Південній Америці і Панамі. Вид названий на честь французького натураліста Жюстіна Гудо.

## Поширення і екологія
Epictia goudotii мешкають в долині річки Магдалена в Колумбії, на карибському узбережжі Колумбії і Венесуели, на сусідніх островах Маргарита і Тринідад, а також на узбережжі Панамської затоки в Панамі. В Колумбії вони єивуть в чагарникових заростях та в лісах на берегах річок, у Венесуелі в сухих колючих лісах і соснових саванах. Зустрічаються на висоті до 600 м над рівнем моря. Живляться мурахами і термітами. Відкладають яйця.